# Cyprès de Nootka
Cupressus nootkatensis
Pour les articles homonymes, voir Nootka.
Espèce
Statut de conservation UICN

 LC  : Préoccupation mineure
Répartition géographique
Le Cyprès de Nootka ou Cyprès de Nutka ou Faux-Cyprès de Nootka, Cupressus nootkatensis, est une espèce d’arbres du genre Cupressus de la famille des Cupressaceae, originaire de l'ouest de l'Amérique du Nord, largement cultivé comme arbre ou arbuste d'ornement.
Le nom spécifique, nootkatensis, fait référence à l'île Nootka (proche de l'île de Vancouver) où cet arbre fut découvert en 1793 par Archibald Menzies.

## Classification

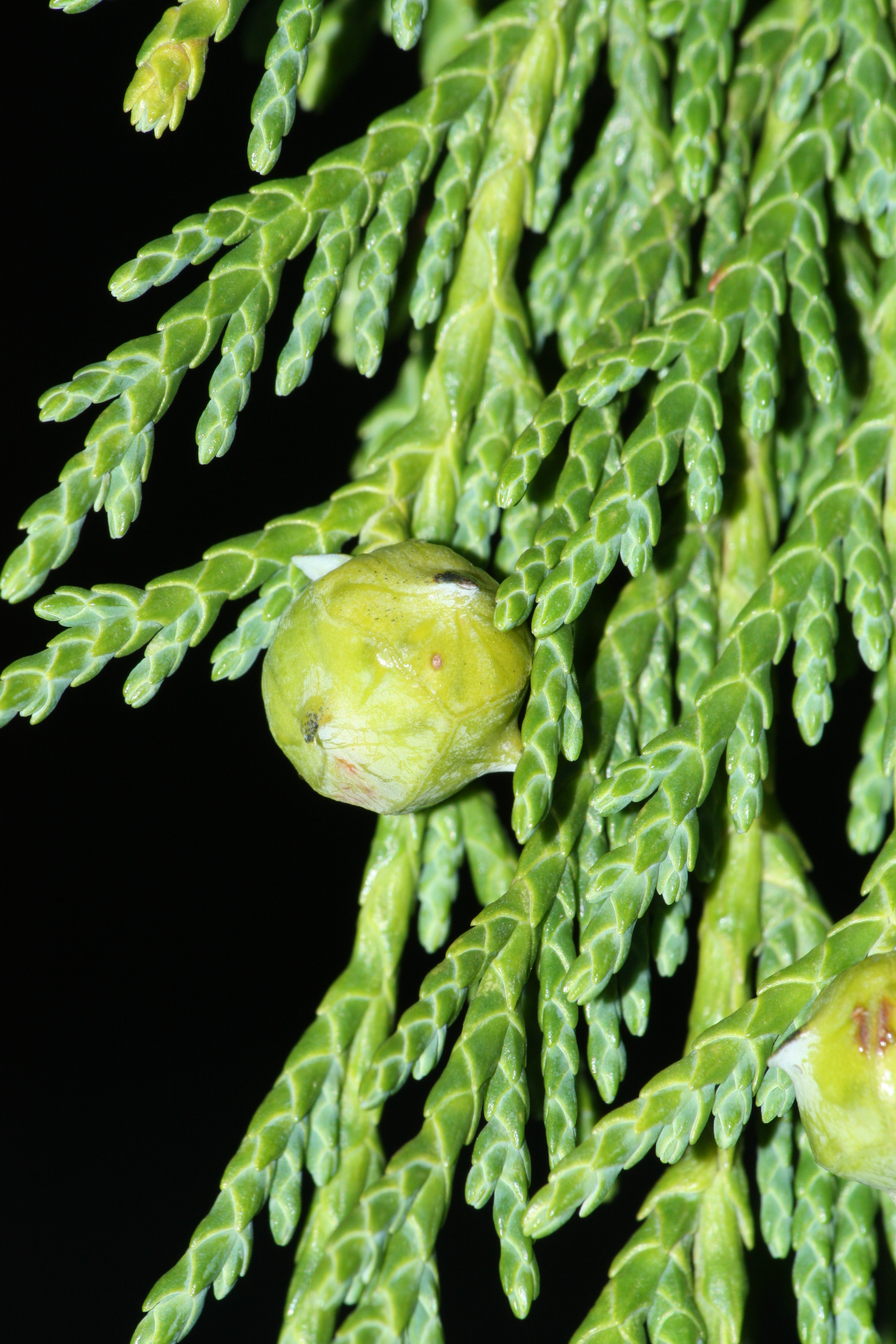
Feuilles et cône, parc national du mont Rainier.

Le Cyprès de Nootka a d'abord été classé dans le genre Cupressus par la botaniste britannique David Don qui en fit la première description en 1824. Il fut transféré en 1841 dans le genre Chamaecyparis par Edouard Spach sur la base de son feuillage à ramilles aplaties, caractère partagé par tous les Chamaecyparis, alors que les Cupressus ont généralement des ramilles arrondies. Ce caractère n'est toutefois pas fiable pour reconstruire une phylogénie.
Cette classification en effet ne correspond pas à la morphologie et à la phénologie des cônes, qui est celle des Cupressus, atteignant leur maturité en deux ans, et non pas un an comme les Chamaecyparis. C'est ainsi qu'à partir de 1993 plusieurs études ont démontré l'appartenance du Cyprès de Nootka au genre Cupressus et son exclusion du genre Chamaecyparis, avec les espèces desquelles il ne s'hybride jamais,.
Plus récemment, Farjon et al. (2002) l'ont transféré dans un genre, Xanthocyparis, créé pour le Cyprès doré vietnamien (Xanthocyparis vietnamensis) nouvellement décrit. Cette espèce est remarquablement proche du Cyprès de Nootka, mais l'attribution de ces deux espèces à un nouveau genre résulte d'un traitement hâtif et superficiel. Des études plus récentes montrent que le Cyprès du Vietnam est aussi un Cupressus,,.
Little et al. (2004), tout en apportant de nouveaux éléments sur la phylogénies des Cyprès et des Genévriers, ont proposé de classer tous les Cyprès du nouveau monde et le Cyprès du Vietnam dans le genre Callitropsis, à savoir Callitropsis nootkatensis (D.Don) Oerst. en mettant en avant la règle de la priorité. Oersted avait proposé en 1864 de classer le Cyprès de Nootka dans ce dernier genre, mais avait été oublié ou négligé par les auteurs suivants. Little et al. ont donc décidé de faire de Xanthocyparis un synonyme de Callitropsis, le nom correct pour ces espèces selon le Code international de nomenclature botanique lorsqu'on les classe dans un genre distinct. Le nom Xanthocyparis a été proposé pour être conservé contre Callitropsis et la proposition a été acceptée par la conférence de l'Association Internationale pour la Taxonomie des Plantes à Melbourne en juillet 2011 à la suite de la recommandation du Comité de Nomenclature pour les plantes vasculaires. Nonobstant cette décision, de plus en plus d'auteurs se réfèrent à Cupressus,,,,, tant pour le Cyprès de Nootka que pour le Cyprès du Vietnam. Ce choix vise à la stabilité de la nomenclature des Cyprès alors que la bataille fait rage autour de nouveaux noms de genre pour les Cyprès du nouveau monde. Chez les Conifères, il n'existe aucun hybride intergénérique connu.

## Description
Le Cyprès de Nootka est un grand arbre pouvant atteindre 20 à 40 mètres de haut (exceptionnellement à 61 mètres), en général à port pleureur.
Son feuillage est formé de rameaux aplatis, très denses, constitués de feuilles en forme d'écailles de 3 à 6 mm de long, de couleur vert foncé mate.
Les cônes femelles sont formés de 4 ou 6 écailles et ressemblent beaucoup à ceux du Cyprès de Bentham Mexique (Cupressus benthamii, autre espèce de Cyprès à rameaux aplatis) sauf qu'ils sont un peu plus petits (en général de 10 à 14 mm de diamètre) et que les écailles sont dotées en leur centre d'un mucron pyramidal d'environ 2 mm de long, caractère également partagé avec les espèces du genre Cupressus, à la différence des cônes de Chamaecyparis aux écailles en forme de croissant.

## Distribution et habitat
Le Cyprès de Nootka est originaire de la côte occidentale de l'Amérique du Nord, depuis la péninsule Kenai en Alaska au nord jusqu'au Nord de la Californie au sud.
C'est un arbre qui croît généralement dans des stations humides en montagne, souvent près de la limite des arbres, mais parfois à des altitudes plus basses.
Les plus anciens spécimens de Cyprès de Nootka connus dans le monde se trouvent dans la chaîne des Caren Range (dans la péninsule de Sechelt, sur la côte ouest de la Colombie-Britannique. L'un d'eux aurait 1834 ans.
Cet arbre a été introduit en France dès 1851, puis dans le reste de l'Europe.

## Hybrides
Ces hybrides sont apparus dans des jardins botaniques :
- Cupressus ×leylandii A.B.Jacks. & Dallim., le Cyprès de Leyland (Cupressus macrocarpa × Cupressus nootkatensis)
- Cupressus ×notabilis (A.F.Mitchell) Silba, le Cyprès remarquable (Cupressus glabra × Cupressus nootkatensis)
- Cupressus ×ovensii (A.F.Mitchell) Silba, le Cyprès d'Ovens (Cupressus lusitanica × Cupressus nootkatensis)

## Utilisation

### Arbre d'ornement

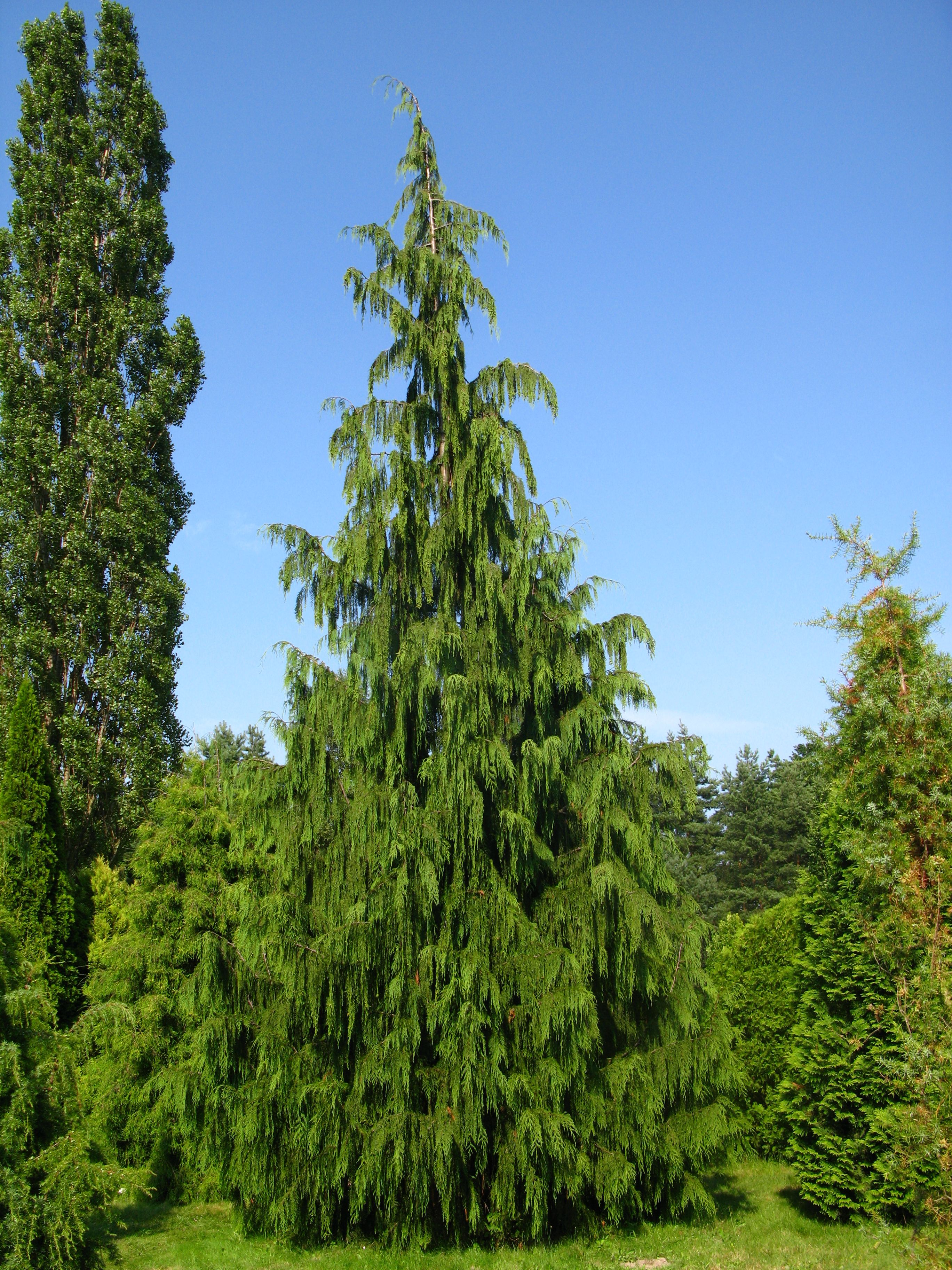
Cupressus nootkatensis 'Pendula’

Son allure générale, avec un tronc droit et une base étalée, est majestueuse et élégante. Ses ramules - lorsqu'elles sont retombantes - donnent à l'arbre un port pleureur très gracieux. Cela en fait un type d'arbre très attrayant pour orner les parcs et les grands espaces. Il peut aussi servir à constituer de grandes haies.
C'est un arbre très rustique du fait de ses origines nordiques.
Il préfère un sol frais et bien drainé, mais s'accommode très bien du calcaire, du sable ou de l'argile. Il a besoin d'un climat relativement humide et préfère les étés frais. Il se plait mieux en exposition semi-ombragée plutôt qu'en plein soleil.
Il en existe de nombreuses variétés, sélectionnées soit pour leur port, soit pour leur couleur, parmi lesquelles : 'Pendula', au port pleureur très marqué (ramules retombantes comme des draperies), 'Viridis', de couleur vert brillant, 'Aureovariegata' et 'Aurea', aux jeunes ramille dorées, 'Compacta', nain au feuilles accolées aux rameaux...
Le Cyprès de Nootka peut aussi être cultivé comme bonsaï.

### Bois d’œuvre
Les propriétés physiques de son bois en font un matériau intéressant à la fois pour le bâtiment et la construction navale. C'est un bois assez tendre, mais du fait de sa croissance lente, il est plus dense et solide que le Thuya géant. Sa couleur est aussi beaucoup plus claire. Comme la plupart des Cupressacées, c'est un bois remarquablement durable, et il offre une bonne stabilité dimensionnelle. Il est résistant aussi bien aux insectes qu'aux champignons. La texture homogène et assez fine de ce bois, sa couleur uniforme et son fil droit permettent de lui donner une belle finition. Il résiste à l'écaillage et son aspect se maintient facilement dans le temps. Il se travaille aisément à la main ou avec des machines. Il se tourne et se sculpte très bien. Il peut être assemblé par collage, vissage ou clouage.
Du fait de son coût, il est principalement employé pour la charpenterie finie. Ses applications typiques comprennent les parements extérieurs, les bardeaux, les planchers, les poutres nues, les poutres en lamellé-collé, les lambris, le mobilier et la menuiserie intérieure et extérieure. Dans le domaine de la restauration historique, il peut être utilisé comme substitut au Thuya géant et au Cyprès chauve, du fait de la difficulté actuelle à obtenir du bois de qualité de ces espèces à cause de problèmes environnementaux ou de la surexploitation passée.
Parmi les autres emplois du Cyprès de Nootka, on peut citer les saunas et, grâce à sa résistance aux acides, les conteneurs à batteries. On fabriquait traditionnellement avec ce bois les pagaies, les totems et les arcs. Comme son odeur forte et désagréable disparait une fois sec, ce bois était aussi utilisé autrefois pour fabriquer les masques cérémoniels, ainsi que des ustensiles de cuisine (plats, etc.).